# Babica crnoboka
Babica crnoboka (lat. Parablennius rouxi) ili kako je još zovu slingurica prugulja, babica prugasta, babica prugulja, babica kraljica, slingurica crnoboka, riba je koja spada u porodicu slingurki (Blenniidae).  

## Opis
Ima golo tijelo, bez ljusaka, izduženo, svijetle boje, smećkaste, koja ide prema žućkastoj. Od glave se cijelom dužinom tijela proteže debela smeđa, a ponekad i crna pruga, a ispod pruge je tijelo još svjetlije. Iznad očiju ima male izdanke. Naraste do 8 cm duljine i živi do 40 metara dubine. Živi na kamenitom terenu, a hrani se algama i sitnim životinjicama, iako katkad napada i grize i veće primjerke (crve).
Zbog sličnosti u izgledu često se miješa s glavočićem crnobokom (Gobius vittatus).
Ova vrsta živi na sjevernom dijelu Mediterana i na Atlantiku, kod obala Portugala.

## Poveznice
|  | Zajednički poslužitelj ima još gradiva o temi Babica crnoboka |
|  | Wikivrste imaju podatke o taksonu Babica crnoboka             |